# Maliënkolder

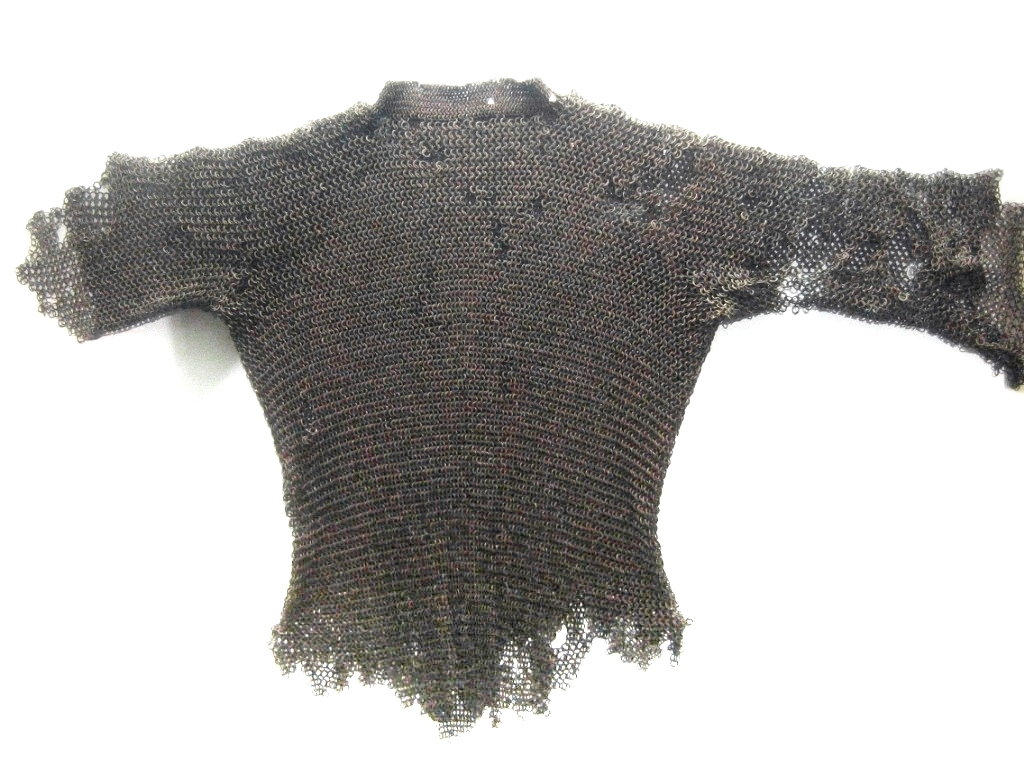
Authentieke maliënkolder uit de middeleeuwen

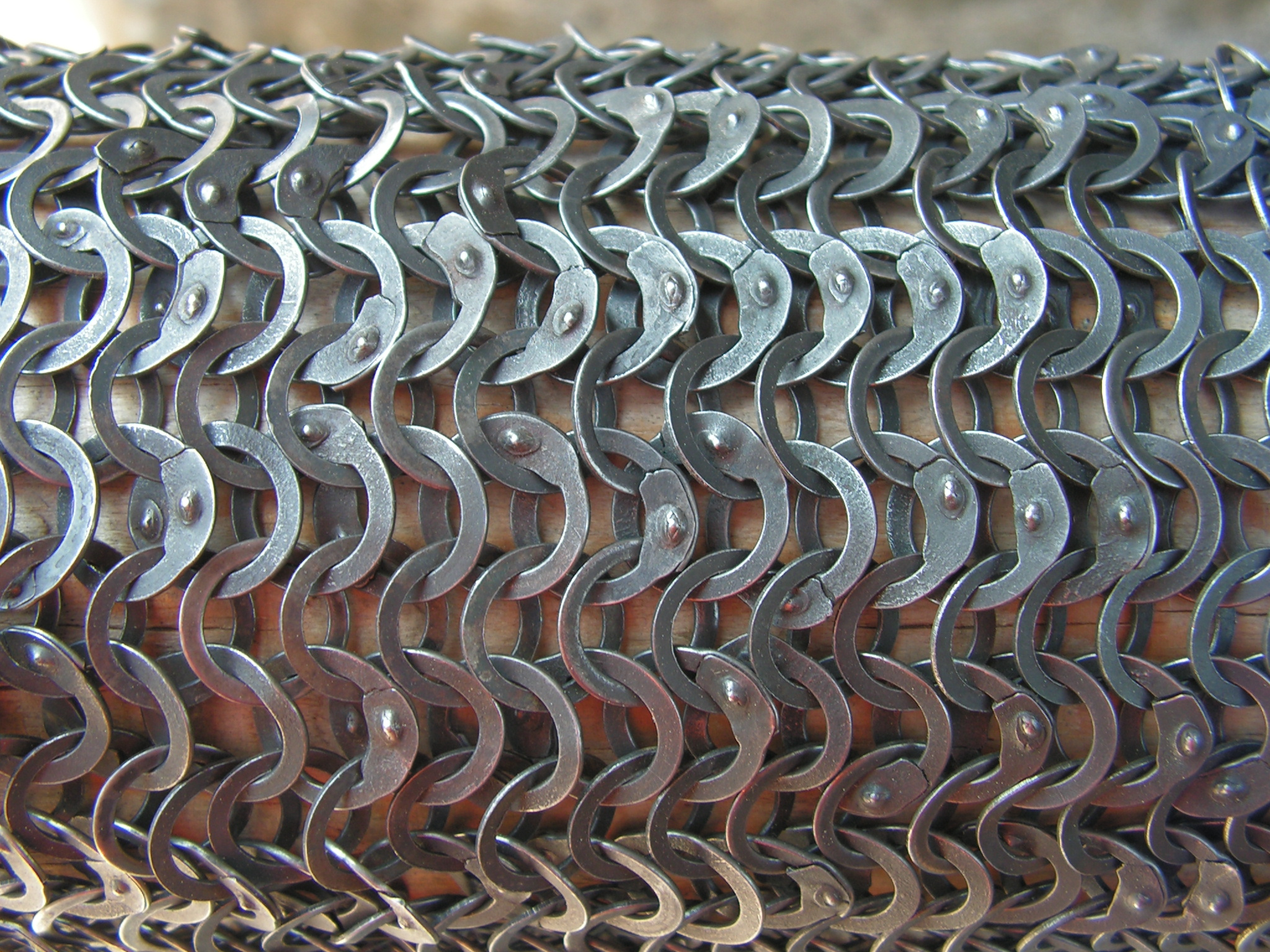
Europees 4-in-1 patroon, met zowel geklonken als gestanste ringen

De maliënkolder is een beschermend vest (kolder) dat door soldaten werd gedragen als pantser, vooral als bescherming tegen snijwonden van messen en zwaarden. Deze gevechtskleding is in het 1e millennium v.Chr. uitgevonden, maar waar en wanneer precies is niet bekend. Mogelijk werd de uitvinding onafhankelijk van elkaar gedaan in zowel Europa als Oost-Azië. Het oudst gevonden voorbeeld komt uit een Keltisch vorstengraf uit de 4e eeuw v.Chr., en werd ontdekt bij Ciumeşti (Satu Mare) in Roemenië. De maliënkolder werd door de Romeinen overgenomen in hun wapenrusting.

## Authentiek gebruik
Een maliënkolder bestaat uit maliën (metalen ringetjes), die zijn dicht gebogen, geklonken of gesmeed. Ze konden van staaldraad gemaakt zijn of uit plaatstaal gestanst. In Europa werd vooral gebruikgemaakt van een patroon waarbij steeds vier ringetjes in één ring haken. Door de losse opbouw is hij flexibel en luchtdoorlatend, terwijl hij door het materiaal beschermt tegen messen, zwaarden, lansen, speren en, in mindere mate, tegen pijlen. De kracht van de inslag van steekwapens wordt door het vest verdeeld over een groter oppervlak, mits de ringetjes niet openspringen. Bij slecht gebogen ringen kon dit gemakkelijk gebeuren.
De maliënkolder biedt weinig bescherming tegen slagwapens. Er overheen werd in de strijd vaak een harnas of een dikke leren jas gedragen, eronder droeg men nog een wambuis of doublet.
De halsberg is een kleed van metalen ringetjes tot onder de knieën, met kap. Een variant ervan was een hemd tot op de heupen, met korte mouwen en een broek met voetstukken eraan.

## Modern gebruik
Tegenwoordig worden voor slagers en andere mensen die beroepshalve veel met messen werken, handschoenen vervaardigd uit roestvast staal die op een vergelijkbare manier zijn opgebouwd als een maliënkolder. Hierbij worden de ringen echter niet dichtgeklonken zoals in de middeleeuwen, maar worden ze dichtgelast. Ook wordt bij de training van politiehonden door het "slachtoffer" soms een maliënkolder gedragen onder de beschermende kleding, en bestaan er zelfs speciale maliënkolders die duikers beschermen tegen haaienbeten.
Maliënkolders naar middeleeuwse snit worden vaak gebruikt bij LARP. Een belangrijk verschil tussen deze en historische maliënkolders is dat de tijdsintensieve stap van het dichtklinken van elk ringetje tegenwoordig bijna altijd over wordt geslagen. Daarnaast wordt om gewicht te besparen vaak gebruikgemaakt van aluminium.
Een geheel andere toepassing van de techniek die gebruikt wordt om maliënkolders te maken, is het creëren van sieraden. Hierbij worden relatief kleine metalen ringetjes gebruikt, die dikwijls gemaakt zijn van goud, zilver of titaan. Soms worden de metalen gecombineerd met kralen of bedeltjes. Een bekend historisch maliënpatroon is "koningsketting"; ook wel "Byzantijns" genoemd, omdat het al in de tijd van het Byzantijnse Rijk werd gebruikt. Naast historische patronen zijn in de afgelopen decennia honderden nieuwe patronen bedacht. In sommige subculturen zijn maliënsieraden vervaardigd in roestvast staal of aluminium populair; bijvoorbeeld bij goths, en metalheads van het viking metal genre.